# Seder Olam Zutta
Seder Olam Zutta (hebreo: סדר עולם זוטא) es una crónica anónima escrita en el año 804, llamada "Zuṭta" (= "más pequeño," o "más joven") para distinguirlo del más viejo Seder Olam Rabbah. Este trabajo está basado en el más antiguo, y en cierta medida, continúa y completa la crónica más vieja. Consta de dos partes principales: la primera, que comprende aproximadamente tres quintas partes de la totalidad, trata la cronología de las 50 generaciones desde Adán hasta Joaquim (quien, según esta crónica, era el padre del exilarca babilónico); el segundo trata 39 generaciones de exilarcas, empezando con Joaquim.

## Genealogía de los exilarcas
Es evidente que el objeto de este trabajo era mostrar que los exilarcas babilónicos eran descendientes directos de David. Después de una corta introducción, tomada del Seder Olam Rabbah, da la cronología general desde Adán hasta la destrucción del Segundo Templo —un período de 3.828 años—, y declara el número de años que transcurrieron entre los acontecimientos más importantes, como entre la inundación y la confusión de lenguas, etc. El Seder Olam Zuṭta es más completo, al llegar a este punto, que el trabajo más grande, pues da la duración de las generaciones entre Adán y Abraham, que falta en el Seder Olam Rabbah. Da también el tiempo de vida de cada uno de los doce hijos de Jacob, según registra la tradición. En otros casos, sólo enumera las generaciones.
De David en adelante, da los nombres de los sumos sacerdotes y profetas que vivieron en el tiempo de cada rey. Así, por ejemplo, David tuvo a Abiatar como sumo sacerdote, y a Natán y Gad como profetas; Salomón, que ascendió al trono a la edad de tres años, tuvo a Sadoc como sumo sacerdote, y a Jonatán, Iddo, y Ahijah como profetas. De este modo, completa la lista de sumos sacerdotes enumerados en I Crónicas. Shallum (Versos 38-39) oficiaba en el tiempo de Amón de Judá, y entre él y Azariah, que sirvió en el tiempo de Roboam,  hubo 12 sumos sacerdotes. Pero en I Chron. (l.c.) sólo se ennumeran cinco sumos sacerdotes, cuyos nombres no se encuentran entre los dados por el Seder Olam Zuṭun. El autor del trabajo divide estas 50 generaciones en cinco series, cada una con 10 generaciones, siendo el último de cada serie, respectivamente, Noé, Abraham, Booz, Ocozías de Judá, y Joaquim.

## Los descendientes de Joaquín
La segunda parte del trabajo empieza con la declaración que Joaquín de Judá, quien reinó sólo tres meses y diez días, y fue llevado a cautividad por Nabucodonosor II (comp. 2 Reyes 2 4:8; 2 Crónicas 36:9). Se le dio después un alto cargo por Evilmerodac, por lo que se convirtió en el primer príncipe de la Cautividad. Corrigiendo la cuenta genealógica, un tanto confusa de Crónicas 3:17-19, el Seder Olam Zuṭun declara que Joaquín tuvo cuatro hijos, el mayor de los cuales era Shealtiel, quien sucedió a su padre.
A continuación, la crónica enumera los sucesivos exilarcas, cuenta tomada en parte de Crónicas 3:16 y ss., pero difiriendo mucho de este texto.
Con las muertes de Hageo, Zacarías, y Malaquías, termina el período de los profetas, y comienza el de los hombres sabios ("ḥakamim"). Se dan también los nombres de los reyes que reinaron sobre Judea, desde Alejandro Magno hasta la Palestina romana, cuando se produjo la destrucción del Segundo Templo. Al igual que el Seder Olam Rabbah, esta crónica da los reinados de los Macabeos y de la dinastía herodiana, cubriendo 103 años cada uno. Se puede comprobar que la dinastía herodiana consistía, según el Seder Olam Zuṭun, en sólo tres reyes: Herodes I el Grande, Herodes Agripa I, y Monobaz II. Al final del reinado de Monobaz, y durante el tiempo del 11º exilarca, Shechaniah, los romanos destruyeron el Templo. Más allá, de Nahum, el 17.º exilarca, se dan los nombres de los sabios, probablemente los jefes de la academia, quies asistían a los exilarcas. Con Rab Huna, el 29.º exilarch, la línea masculina directa descendiente de David se acabó. El siguiente exilarca se declara descendiente de Rab Huna a través de su hija, la mujer de R. Hananiah, jefe de la Yeshivá, cuyo matrimonio se relaciona extensamente.